# Zandkleurige borstelmot
De zandkleurige borstelmot (Epermenia illigerella) is een vlinder uit de familie borstelmotten (Epermeniidae). De wetenschappelijke naam is voor het eerst geldig gepubliceerd in 1813 door Hübner.
De soort komt voor in Europa.